# Zerobaseone
ZEROBASEONE (tiếng Hàn: 제로베이스원; Romaja: Jerobeiseuwon, viết tắt là ZB1 (tiếng Hàn: 제베원; Romaja: Jebewon)) là một nhóm nhạc nam Hàn Quốc đa quốc tịch được thành lập thông qua chương trình thực tế sống còn Boys Planet của Mnet vào năm 2023 và được quản lý bởi Wake One Entertainment. Nhóm bao gồm 9 thành viên: Zhang Hao(Chương Hạo), Kim Jiwoong, Sung Hanbin, Seok Matthew, Kim Taerae, Ricky, Kim Gyuvin, Park Gunwook và Han Yujin. Nhóm chính thức debut vào ngày 10 tháng 7 năm 2023.

## Tên gọi
ZEROBASEONE đại diện cho "hành trình của chín thực tập sinh sẽ được hoàn thành như một sau khi ra mắt". Nó đề cập đến "khởi đầu huy hoàng" của chín thành viên, bắt đầu từ số không (0) và kết thúc bằng một (1). Và hàm ý cam kết của các thành viên trong việc chia sẻ với người hâm mộ hành trình còn dang dở của nhóm từ con số 0 đến con số 1. ZEROBASEONE được viết tắt là ZB1.

## Lịch sử

### Trước khi ra mắt
Trước khi xuất hiện trong chương trình, một số thành viên đã hoạt động trong ngành giải trí. Jiwoong là thành viên của nhóm nhạc nam INX và là một diễn viên tích cực đã xuất hiện trên nhiều web series, như Kissable Lips và Roommate of Poongduck 304. Năm 2021, Gunwook tham gia chương trình thực tế sống còn Wild Idol. Tuy nhiên, anh ấy đã không lọt vào đội hình cuối cùng của nhóm nhạc nam TAN.

### BOYS PLANET
ZEROBASEONE được thành lập thông qua chương trình truyền hình thực tế sống còn mang tên Boys Planet của Mnet, phát sóng từ ngày 2 tháng 2 đến ngày 20 tháng 4 năm 2023. Chương trình quy tụ 99 thí sinh từ khắp nơi trên thế giới, chủ yếu ở một số quốc gia như: Hàn Quốc, Trung Quốc, Hồng Kông, Đài Loan, Nhật Bản, Thái Lan, Việt Nam, Hoa Kỳ và Canada, để cạnh tranh và ra mắt trong một nhóm nhạc nam đa quốc tịch. Trong số 98 thí sinh ban đầu, chỉ có 9 thí sinh xuất sắc nhất lọt vào đội hình cuối cùng. Tất cả các thành viên đã được công bố trong tập cuối cùng, được phát sóng trực tiếp vào ngày 20 tháng 4 năm 2023.

### 2023: Ra mắt vớiYOUTH IN THE SHADE
Vào ngày 24 tháng 4, WAKEONE tuyên bố rằng ZEROBASEONE đang bắt đầu chuẩn bị và lên kế hoạch ra mắt vào giữa năm 2023
Vào ngày 26 tháng 4, có thông tin tiết lộ rằng nhóm đang quay một chương trình thực tế.  Vào ngày 1 tháng 5, ZEROBASEONE chính thức công bố tên cộng đồng fan hâm mộ (fandom) của nhóm là "ZEROSE" thông qua một buổi biểu diễn trực tiếp.
Vào ngày 14 tháng 5 năm 2023, ZEROBASEONE đã phát hành một đoạn phim spoiler YOUTH IN THE SHADE' sau khi hoàn thành lịch trình nhóm đầu tiên của họ tại KCON Japan 2023 . Đoạn video được phát hành chỉ có thành viên Sung Hanbin ở cuối video đối mặt với nhau với một ngọn nến nhỏ ở giữa, sau đó các từ 'YOUTH', 'IN THE' và 'SHADE' xuất hiện giao nhau.  Vào ngày 26 tháng 5, WAKEONE xác nhận rằng ZEROBASEONE sẽ ra mắt vào tháng 7 năm 2023 này.
Vào ngày 26 tháng 5, WAKEONE Entertainment xác nhận rằng nhóm đang chuẩn bị ra mắt vào khoảng tháng 7. Vào ngày 7 tháng 6, có thông báo rằng nhóm sẽ chính thức ra mắt vào ngày 10 tháng 7 với mini album đầu tiên "YOUTH IN THE SHADE"
Vào ngày 22 tháng 6 năm 2023, chương trình thực tế trước khi ra mắt của nhóm Camp ZEROBASEONE được phát sóng trên Mnet .  Vào ngày 26 tháng 6, album được báo cáo đã đạt được hơn 780.000 đơn đặt hàng trước trong vòng năm ngày, vượt qua 1,08 triệu bản tính đến ngày 4 tháng 7,  lập kỷ lục về số lượng đặt trước cao nhất cho một album đầu tay K-pop trong lịch sử.  Nhóm ra mắt vào ngày 10 tháng 7 năm 2023, với "YOUTH IN THE SHADE".  Vào ngày 18 tháng 7, tám ngày sau khi ra mắt, ZEROBASEONE đã giành được chiến thắng trên chương trình âm nhạc đầu tiên trên SBS The Show . Cùng với đợt quảng bá đầu tay, nhóm dự kiến tổ chức buổi hòa nhạc dành cho người hâm mộ đầu tiên tại Gocheok Sky Dome vào ngày 15 tháng 8.

## Thành viên
- Chú thích: In đậm là trưởng nhóm

| Nghệ danh    | Nghệ danh | Nghệ danh      | Tên khai sinh        | Tên khai sinh | Tên khai sinh           | Tên khai sinh | Tên khai sinh   | Ngày sinh                  | Nơi sinh                                    | Quốc tịch  | Công ty quản lý         |
| Latinh       | Hangul    | Kana           | Latinh               | Hangul        | Kana                    | Hanja         | Hán-Việt        | Ngày sinh                  | Nơi sinh                                    | Quốc tịch  | Công ty quản lý         |
| Kim Jiwoong  | 김지웅    | キム·ジウン    | Kim Ji-woong         | 김지웅        | キム·ジウン             | 金地雄        | Kim Địa Hùng    | 14 tháng 12, 1998          | Wonju, Gangwon, Hàn Quốc                    | Hàn Quốc   | NEST Management         |
| Zhang Hao    | 장하오    | ジャン・ハオ   | Zhang Hao            | 장하오        | ジャン・ハオ            | 章昊          | Chương Hạo      | 25 tháng 7, 2000 (24 tuổi) | Phúc Kiến, Trung Quốc                       | Trung Quốc | Yuehua Entertainment    |
| Sung Hanbin  | 성한빈    | ソン・ハンビン | Sung Han-bin         | 성한빈        | ソン・ハンビン          | 成韩彬        | Thành Hàn Bân   | 13 tháng 6, 2001           | Cheonan, Chungcheong Nam, Hàn Quốc          | Hàn Quốc   | Studio Gl1de            |
| Seok Matthew | 석매튜    | ソク・マシュー | Seok Woo-hyun        | 석우현        | ソク・ウヒョン          | 石友铉        | Thạch Hữu Huyền | 28 tháng 5, 2002           | Vancouver, British Columbia, Canada         | Canada     | MNH Entertainment       |
| Seok Matthew | 석매튜    | ソク・マシュー | Matthew Woohyun Seok | 매튜 우현 석  | マシュー ウヒョン・ソク | 石友铉        | Thạch Hữu Huyền | 28 tháng 5, 2002           | Vancouver, British Columbia, Canada         | Canada     | MNH Entertainment       |
| Kim Taerae   | 김태래    | キム・テレ     | Kim Tae-rae          | 김태래        | キム・テレ              | 金太来        | Kim Thái Lai    | 14 tháng 7, 2002           | Cheonan, Chungcheong Nam, Hàn Quốc          | Hàn Quốc   | WakeOne Entertainment   |
| Ricky        | 리키      | リッキー       | Shen Quan-rui        | 선관루이      | しん・せん・えい        | 沈泉锐        | Thẩm Tuyền Duệ  | 20 tháng 5, 2004           | Thượng Hải, Trung Quốc                      | Trung Quốc | Yuehua Entertainment    |
| Kim Gyuvin   | 김규빈    | キム・ギュビン | Kim Gyu-vin          | 김규빈        | キム・ギュビン          | 金奎彬        | Kim Khuê Bân    | 30 tháng 8, 2004           | Apgujeong-dong, Gangnam-gu, Seoul, Hàn Quốc | Hàn Quốc   | Yuehua Entertainment    |
| Park Gunwook | 박건욱    | パク・ゴヌク   | Park Gun-wook        | 박건욱        | パク・ゴヌク            | 朴乾煜        | Phác Kiền Húc   | 10 tháng 1, 2005           | Osan, Gyeonggi, Hàn Quốc                    | Hàn Quốc   | Jellyfish Entertainment |
| Han Yujin    | 한유진    | ユン・ユジン   | Han Yu-jin           | 한유진        | ユン・ユジン            | 韩维辰        | Hàn Duy Thần    | 20 tháng 3, 2007           | Suji, Yongin, Gyeonggi, Hàn Quốc            | Hàn Quốc   | Yuehua Entertainment    |

## Danh sách phim

### Chương trình thực tế
| Năm  | Tên chương trình       | Ghi chú                                                 | Kênh | Số tập | Vai trò    |
| ---- | ---------------------- | ------------------------------------------------------- | ---- | ------ | ---------- |
| 2023 | Boys Planet            | Chương trình thực tế sống còn thành lập nên ZEROBASEONE | Mnet | 12     | Thí sinh   |
| 2023 | CAMP ZEROBASEONE       | Chương trình thực tế trước khi ra mắt                   | Mnet | 3      | Chính mình |
| 2023 | ZEROBASEONE Debut Show | Chương trình ra mắt                                     | Mnet | 1      | Chính mình |

### Chương trình tạp kĩ
| Năm  | Ngày       | Tên chương trình | Thành viên                | Kênh  | Ghi chú |
| ---- | ---------- | ---------------- | ------------------------- | ----- | ------- |
| 2023 | 15 tháng 7 | Amazing Saturday | Cả nhóm                   | tvN   | Tập 272 |
| 2023 | 15 tháng 7 | K-909            | Cả nhóm                   | JTBC  |         |
| 2023 | 15 tháng 7 | K-909            | Sung Hanbin, Park Gunwook | JTBC  |         |
| 2023 | 22 tháng 7 | K-909            | Kim Taerae Zhang Hao      | JTBC  |         |
| 2023 | 26 tháng 7 | Weekly Idol      | Cả nhóm                   | MBC M | Tập 623 |
| 2023 | 23 tháng 9 | Knowing bros     | Kim Jiwoong, Park Gunwook | JTBC  | Tập 402 |
| 2023 | 29 tháng 9 | Knowing bros     | Kim Jiwoong, Park Gunwook | JTBC  |         |

## Danh sách đĩa nhạc

### Đĩa mở rộng
| Tựa đề              | Thông tin chi tiết                                                                              | Thứ hạng cao nhất | Doanh số | Chứng nhận         |
| ------------------- | ----------------------------------------------------------------------------------------------- | ----------------- | -------- | ------------------ |
| Youth in the Shade  | - Phát hành: 10 tháng 7 năm 2023 - Hãng đĩa: WakeOne - Định dạng: Tải nhạc, CD, phát trực tuyến |                   |          | - KMCA: 2× Million |
| Melting Point       | - Phát hành: 6 tháng 11 năm 2023 - Hãng đĩa: WakeOne - Định dạng: Tải nhạc, CD, phát trực tuyến |                   |          | - KMCA: Million    |
| You Had Me at Hello | - Phát hành: 13 tháng 5 năm 2024 - Hãng đĩa: WakeOne - Định dạng: Tải nhạc, CD, phát trực tuyến |                   |          |                    |
| Cinema Paradise     | - Phát hành: 26 tháng 8 năm 2024 - Hãng đĩa: WakeOne - Định dạng: Tải nhạc, CD, phát trực tuyến |                   |          |                    |
| Blue Paradise       | - Phát hành: 24 tháng 2 năm 2025 - Hãng đĩa: WakeOne - Định dạng: Tải nhạc, CD, phát trực tuyến |                   |          |                    |

## Giải thưởng và đề cử
| Lễ trao giải                   | Năm  | Hạng mục                        | Đề cử   | Kết quả   |
| ------------------------------ | ---- | ------------------------------- | ------- | --------- |
| K-Global Super Rookie Award    | 2023 | K-Global Super Rookie Award     | Rookie  | Đoạt giải |
| K-Global Super Rookie Award    | 2023 | K-Global Dream Heart Main Award | Bonsang | Đoạt giải |
| Asia Artist Awards             | 2023 | Best Musician Award             | Bonsang | Đoạt giải |
| Asia Artist Awards             | 2023 | Rookie of the Year              | Rookie  | Đoạt giải |
| 2023 MAMA Awards               | 2023 | Worldwide Fans' Choice Top 10   | Bonsang | Đoạt giải |
| 2023 MAMA Awards               | 2023 | Favorite New Artist             | Bonsang | Đoạt giải |
| 2023 MAMA Awards               | 2023 | Best New Male Artist            | Bonsang | Đoạt giải |
| Melon Music Awards             | 2023 | Best New Artist                 | Bonsang | Đoạt giải |
| 13th Circle Chart Music Awards | 2024 | Rookie of the Year              | Rookie  | Đoạt giải |
| 38th Golden Disc Awards        | 2024 | Album                           | Bonsang | Đoạt giải |
| 38th Golden Disc Awards        | 2024 | Rookie of the Year              | Rookie  | Đoạt giải |
| 33rd Seoul Music Awards        | 2024 | Main Award                      | Bonsang | Đoạt giải |
| 33rd Seoul Music Awards        | 2024 | New Artist Award                | Rookie  | Đoạt giải |

## Chương trình âm nhạc

### The Show
| Năm  | Ngày       | Bài hát        | Điểm |
| ---- | ---------- | -------------- | ---- |
| 2023 | 18 tháng 7 | "In Bloom"     | 9350 |
| 2023 | 25 tháng 7 | "In Bloom"     | 8480 |
| 2024 | 21 tháng 5 | "Feel the Pop" | 8750 |
| 2024 | 28 tháng 5 | "Feel the Pop" | 7430 |
| 2024 | 3 tháng 9  | "GOOD SO BAD"  | 9350 |
| 2025 | 4 tháng 3  | "BLUE"         | 9570 |

### Show Champion
| Năm  | Ngày       | Bài hát        | Điểm |
| ---- | ---------- | -------------- | ---- |
| 2023 | 19 tháng 7 | "In Bloom"     | 6425 |
| 2024 | 22 tháng 5 | "Feel the Pop" | 5858 |
| 2024 | 4 tháng 9  | "GOOD SO BAD"  | 5794 |
| 2025 | 5 tháng 3  | "BLUE"         | 6917 |

### M Countdown
| Năm  | Ngày      | Bài hát       | Điểm |
| ---- | --------- | ------------- | ---- |
| 2024 | 5 tháng 9 | "GOOD SO BAD" | 8790 |

### Music Bank
| Năm  | Ngày       | Bài hát        | Điểm  |
| ---- | ---------- | -------------- | ----- |
| 2024 | 24 tháng 5 | "Feel the Pop" | 13101 |
| 2024 | 6 tháng 9  | "GOOD SO BAD"  | 9408  |
| 2025 | 7 tháng 3  | "BLUE"         | 10235 |

### Inkigayo
| Năm  | Ngày      | Bài hát       | Điểm |
| ---- | --------- | ------------- | ---- |
| 2024 | 8 tháng 9 | "GOOD SO BAD" | 5739 |